# 1960 في بلجيكا
فيما يلي قوائم الأحداث التي وقعت خلال عام 1960 في بلجيكا.

## رياضة
- 19 يونيو – جائزة بلجيكا الكبرى 1960 الفائز جاك برابهام.

## مواليد

### فبراير
- 4 فبراير – إيدي فورديكرز لاعب كرة قدم بلجيكي.

### أبريل
- 15 أبريل – فيليب ملك بلجيكا ملك بلجيكا.

### يوليو
- 28 يوليو – ألكساندر زرنياتنسكي لاعب كرة قدم بلجيكي.

### أكتوبر
- 6 أكتوبر – إيف ليتريم
- 18 أكتوبر – جين كلود فان دام

## وفيات

### فبراير
- 12 فبراير – هنري دي ديكين (مواليد 1907) لاعب كرة قدم بلجيكي.